# Gustave Henri Bonati
Pour les articles homonymes, voir Bonati.
Gustave Henri Bonati est un botaniste français né le 21 novembre 1873 à Strasbourg (Empire allemand) et mort le 2 février 1927 à Lure (Haute-Saône).

## Biographie
Gustave Bonati est né le 21 novembre 1873 à Strasbourg, alors annexée par l'Empire allemand. Ses parents émigrent très peu de temps après en France et s'établissent à Conflans (Haute-Saône). Son père, pharmacien, l'initie à la botanique.
Après des études de pharmacie, il s'établit d'abord à Vagney (Vosges) puis à Lure (Haute-Saône). En 1918, il passe son doctorat à l'université de Nancy en soutenant la thèse : « Le genre Pedicularis. Morphologie. Classification. Distribution géographique. Évolution et hybrides». Il travaille beaucoup sur les herbiers des missionnaires collecteurs en Chine (en particulier celui du P. Bodinier). Il procède aussi à des classements d'espèces de l'herbier Boissier, notamment celles des Scrophulariacées.
Il décède victime de la grippe le 2 février 1927.
Il s'est spécialisé dans les plantes de la famille des Scrophulariacées. Il a été membre de la Société botanique de France. Il a collaboré à la Flore de l'Indochine sous la direction du Muséum national d'histoire naturelle de Paris.

## Quelques publications
- Contribution à l'étude du genre Pedicularis, historique et classification.
- Le genre Pedicularis, morphologie, classification,distribution géographique, évolution et hybridation.
- Les Pedicularis du Kouy-Tchéou de l'herbier Bodinier - Bulletin de l'Académie de géographie botanique, 1904
- New species of the genera Phtheirosperum and Pedicularis. 1922

## Éponymie
De nombreuses espèces lui ont été dédiées :
- Adiantum bonatianum Brause (1914) - Adiantacée de Chine (Yunnan)
- Ainsliaea bonatii (Mattf.) S.E.Freire (2007) - Astéracée de Chine
- Anemone bonatiana H.Lév. (1909) - Renonculacée de Chine
- Arisaema bonatianum Engl. (1920) - Aracée de Chine (Yunnan)
- Aristolochia bonatii H.Lév. (1910) - Aristolochiacée de Chine
- Asphodelus bonatii H.Lév. & Vaniot (1908) - Asphodélacée de Chine
- Bauhinia bonatiana Pamp. (1910) - Fabacée de Chine
- Callerya bonatiana (Pamp.) P.K.Lôc (1996) - Fabacée de Chine (Synonyme : Millettia bontiana Pamp.)
- Carex bonatiana (Kük.) Ivanova (1939) - Cypéracée de Chine (Yunnan) (Synonyme : Cobresia bonatiana Kük.)
- Chaetoseris bonatii (Beauverd) C.Shih (1991) - Astéracée de Chine (Synonyme : Cicerbita bonatii Beauverd)
- Cheilanthes bonatiana Brause (1914) - Adiantacée
- Delphinium bonatii H.Lév. (1909) - Renonculacée de Chine
- Derris bonatiana Pamp. (1910) - Fabacée de Chine
- Dioscorea bonatiana Prain & Burkill (1925) - Dioscoréacée de Chine (Yunnan)
- Dryopteris bonatiana (Brause) Fraser-Jenk. (1989) - Dryoptéridacée (Synonyme : Polystichum bonatianum Brause)
- Ficus bonatii H.Lév. (1908) - Moracée de Chine
- Habenaria bonatiana Schltr. (1913) - Orchidacée de Chine (Yunnan)
- Hypericum bonatii H.Lév. (1908) - Clusiacée de Chine
- Juniperus bonatiana Vis. (1856) - Cupressacée
- Leibnitzia bonatiana (Beauverd) Kitam. (1938) - Astéracée (Synonymes : Gerbera bonatiana Beauverd, Gerbera Anandria var. bonatiana Beauverd)
- Leontopodium bonatii Beauverd (1912) - Astéracée de Chine (Yunnan)
- Lespedeza bonatiana Pamp. (1910) - Fabacée de Chine (Synonyme : Campylotropis bonatiana Schindler)
- Lilium bonatii H.Lév. (1912) - Liliacée de Chine (Yunnan)
- Lindernia bonatii (T.Yamaz.) Philcox (1970) - Scrophulariacée (Synonyme : Vandellia bonatii T.Yamaz.)
- Lomatogonium bonatianum (Burkill) Harry Sm. (1967) - Gentianacée de Chine (Yunnan) (Synonyme : Swertia bonatiana Burkill)
- Melaleuca bonatiana Schltr. (1908) - Myrtacée de Nouvelle-Calédonie
- Parasopubia bonatii H.-P.Hofm. & Eb.Fisch. (2004) - Scrophulariacée
- Pedicularis bonatiana H.L.Li (1948) - Scrophulariacée
- Pedicularis bonatii Faure (1927) - Scrophulariacée des Alpes
- Polygonum bonatii H.Lév. (1910) - Polygonacée de Chine (Synonyme : Fagopyrum bonatii Gross)
- Polypodium bonatianum Brause (1914) - Polypodiacée de Chine (Yunnan)
- Populus bonatii H.Lév. (1910) - Salicacée de Chine
- Primula bonatiana Petitm. (1907) - Primulacée
- Primula bonatii R.Knuth (1910) - Primulacée
- Prunus bonatii Koehne (1912) - Rosacée de Chine (Yunnan)
- Ranunculus bonatii H.Lév. (1909) - Renonculacée de Chine
- Rubus bonatii H.Lév. (1909) - Rosacée de Chine
- Saxifraga bonatiana Engl. & Irmsch. (1912) - Saxifragacée de chine (Yunnan)
- Strobilanthes bonatiana H.Lév. (1913) - Acanthacée de Chine (
- Thymus bonatii Sennen (1927) - Lamiacée d'Espagne
- Weinmannia bonatiana Schltr. (1908) - Cunoniacée de Nouvelle-Calédonie